# Kanzlei des Führers
Die Kanzlei des Führers der NSDAP (KdF) war eine nichtstaatliche Einrichtung der NSDAP. Sie unterstand unmittelbar Adolf Hitler und war insbesondere für an den Führer gerichtete Bitt- und Gnadengesuche zuständig.

## Gründung und Aufgaben

Siegelmarke der Kanzlei des Führers der NSDAP

Die Gründung der KdF wurde auf dem Reichsparteitag von 1933 beschlossen; sie wurde im Herbst 1934 eingerichtet. Anfangs bearbeitete sie nur Privatangelegenheiten Hitlers und alle an ihn persönlich adressierten Gesuche und Eingaben. Diese Privatkanzlei war eine eigenständige, nichtstaatliche Institution. Daneben gab es drei weitere Einrichtungen, die auch als Kanzleien bezeichnet wurden:
- die Präsidialkanzlei in Berlin als Kanzlei des Staatsoberhauptes unter der Leitung von Otto Meissner
- die Reichskanzlei als Kanzlei des Reichskanzlers, geleitet von Hans Heinrich Lammers
- die Partei-Kanzlei in der Münchner Parteizentrale der NSDAP unter Martin Bormann, bis 1941 der „Stab des Stellvertreters des Führers“ (vollständig auch: Stab des Stellvertreters des Führers der NSDAP) unter Rudolf Heß

Philipp Bouhler übernahm am 17. November 1934 die Leitung der KdF. Sie wurde in Berlin zunächst am Lützowufer angesiedelt und zog dann später in die Neue Reichskanzlei in der Voßstraße 4.
Ab 1938 besaß die KdF ein Mitspracherecht bei Gnadengesuchen von Parteimitgliedern. Die angestrebte Übernahme des gesamten Gnadenrechts aus dem Zuständigkeitsbereich der Justiz wurde jedoch nicht erreicht. Weitere Eingaben betrafen die Zuteilung von Devisen, die Gewährung von Wirtschaftsbeihilfen oder die Erteilung von Konzessionen. Des Weiteren wurden Gesuche um Ausnahmegenehmigungen von Eheverboten nach den Nürnberger Gesetzen und Zwangssterilisationen nach dem „Gesetz zur Verhütung erbkranken Nachwuchses“ bearbeitet.
Aus diesem Aufgabenbereich des Hauptamtes II unter Viktor Brack heraus entwickelte sich die Zuständigkeit der KdF für die Ermordung von Behinderten, der sogenannten Aktion T4.
Die kleine Dienststelle wuchs zu einem größeren Verwaltungsapparat heran und wurde später in fünf Hauptämter gegliedert. Das Hauptamt I, die Privatkanzlei des Führers, war für die Privatangelegenheiten Hitlers zuständig und wurde von Albert Bormann  geleitet, einem Bruder Martin Bormanns. Das Hauptamt II „Angelegenheiten betr. Staat und Partei“ führte Viktor Brack. Hauptamt III befasste sich mit Gnadengesuchen von Parteimitgliedern, Hauptamt IV war für soziale und wirtschaftliche
Angelegenheiten zuständig und Hauptamt V bearbeitete interne Personal- und Verwaltungsbelange. Die Aufwertung zu Hauptämtern erfolgte vermutlich 1941; für 1943 verzeichnet das Organisationshandbuch der NSDAP ein weiteres Hauptamt VI – Angelegenheiten aus Wissenschaft, Erziehung und Schrifttum.

## Organisationsschema
| Amt                 | Amt                                    | Zuständigkeit                                                   | Leiter                                                           | Leiter                                                           |
| Kanzlei des Führers | Kanzlei des Führers                    | Kanzlei des Führers                                             | Reichsleiter Philipp Bouhler (Adjutant: Karl Michel von Tüßling) | Reichsleiter Philipp Bouhler (Adjutant: Karl Michel von Tüßling) |
| I                   | Privatkanzlei                          | Privatkanzlei                                                   | Oberdienstleiter Albert Bormann                                  | Oberdienstleiter Albert Bormann                                  |
| II                  | Angelegenheiten betr. Staat und Partei | Angelegenheiten betr. Staat und Partei                          | Oberdienstleiter Viktor Brack                                    | Oberdienstleiter Viktor Brack                                    |
| II                  | IIa                                    | Stellvertretender Leiter des Hauptamtes II                      |                                                                  | Oberbereichsleiter Werner Blankenburg                            |
| II                  | IIb                                    | Angelegenheiten betr. die Reichsministerien; auch Gnadengesuche | Amtsleiter Hans Hefelmann, Stellvertreter Richard von Hegener    |                                                                  |
| II                  | IIc                                    | Angelegenheiten betr. Wehrmacht, Polizei und SD; auch Kirchen   | Amtsleiter Reinhold Vorberg                                      |                                                                  |
| II                  | IId                                    | Parteiangelegenheiten                                           | Amtsleiter Buchholz, ab 1942 Brümmel                             |                                                                  |
| III                 | Gnadenamt für Parteiangelegenheiten    | Gnadenamt für Parteiangelegenheiten                             | Oberdienstleiter Hubert Berkenkamp, ab 1941 Kurt Giese           | Oberdienstleiter Hubert Berkenkamp, ab 1941 Kurt Giese           |
| IV                  | Sozial- und Wirtschaftsangelegenheiten | Sozial- und Wirtschaftsangelegenheiten                          | Hauptamtsleiter Heinrich Cnyrim                                  | Hauptamtsleiter Heinrich Cnyrim                                  |
| V                   | Internes und Personal                  | Internes und Personal                                           | Oberdienstleiter Herbert Jaensch                                 | Oberdienstleiter Herbert Jaensch                                 |

## Verbindung zur Aktion T4
Frühestens ab April 1939 war Hans Hefelmann mit der Organisation der sogenannten Kinder-„Euthanasie“ beauftragt. Etwa ab Ende Juli 1939 begannen die Planungen für die massenhafte Tötung von erwachsenen Geisteskranken und Behinderten. Ein Schreiben Hitlers, datiert auf den 1. September 1939, wahrscheinlich aber erst im Oktober entstanden, nennt Philipp Bouhler und Hitlers Begleitarzt Karl Brandt als „Euthanasie“-Beauftragte. Bouhler übertrug die Leitung der Aktion T4 weitgehend an Viktor Brack. Zur Verschleierung der Verantwortung der KdF wurden mehrere Scheinorganisationen gegründet, darunter die Gemeinnützige Krankentransport GmbH, deren Geschäftsführer Reinhold Vorberg wurde. Soweit Mitarbeiter der KdF für die Tarnorganisationen tätig wurden, benutzten sie Decknamen: So nannte sich Viktor Brack Jennerwein, Werner Blankenburg benutzte den Namen Brenner und Reinhold Vorberg trat als Hintertal auf. Ab April 1940 waren die Organisationen in der Tiergartenstraße 4 angesiedelt, aus dieser Adresse entstand die Bezeichnung Zentraldienststelle T4.

## Bedeutungsverlust
Ab etwa 1942 verlor die KdF an Bedeutung. Die Dienststelle büßte den Zugang zum gemeinsamen Posteingang der Reichskanzlei ein. Für Gnadengesuche war sie nur noch zuständig, wenn Einzelentscheidungen erforderlich waren, während Grundsatzentscheidungen von der Parteikanzlei Bormanns getroffen wurden. Kriegsbedingt war die Zahl der Mitarbeiter 1942 auf 137 reduziert worden. Philipp Bouhler, der als willensschwach und entscheidungsscheu galt, hatte sich schon 1940 ein neues Aufgabengebiet in der Kolonialpolitik gesucht und strebte – angesichts des weiteren Kriegsverlaufes vergeblich – das Amt eines Gouverneurs von Ostafrika an.
Die Zentraldienststelle-T4 bestand auch nach dem sogenannten Euthanasiestopp im August 1941 fort, konnte sich aber verselbstständigen. Nachweisbar wurden 92 Personen, die vordem als „bewährte Euthanasiehelfer“ tätig gewesen waren, ab September 1941 in den Osten versetzt. Viele waren dort maßgeblich in den Vernichtungslagern der Aktion Reinhardt an der Ermordung von etwa 1,7 bis 1,9 Millionen vorwiegend polnischen Juden beteiligt, wurden dabei aber weiterhin über die „Kanzlei des Führers“ betreut und bezahlt. Die KdF behielt die Zuständigkeit in Personalfragen, auch wenn Odilo Globocnik der militärische Vorgesetzte der T4-Mitarbeiter war.
Mit dem Kontrollratsgesetz Nr. 2 zur Auflösung und Liquidierung der Naziorganisationen vom 10. Oktober 1945 wurde die Kanzlei des Führers durch den Alliierten Kontrollrat verboten und ihr Eigentum beschlagnahmt.